# Distrito de Samegua
El distrito peruano de Samegua es uno de los 6 distritos de la provincia de Mariscal Nieto, ubicada en el Departamento de Moquegua, bajo la administración del Gobierno regional de Moquegua, al sur del Perú. Desde el punto de vista jerárquico de la Iglesia católica forma parte de la diócesis de Tacna y Moquegua la cual, a su vez, pertenece a la arquidiócesis de Arequipa.
Entre los años 750 y 800 de nuestra era, los Uros y los Puquinas huyendo de la persecución Aymara llegaron a estas tierras, tiempo después con la llegada de los Aymaras  le dieron el nombre de SAMI que significa "dicha" y GUA que significa "partícula de ornato" esto según el padre jesuita Ludovico Bertonio.
A la llegada de los Quechuas, respetando su nombre lo denominaron SAMI que significa "tomar un respiro o aliento" y HUAA que significa "En buena hora", es decir "En buena hora tomar un respiro, tomar un aliento para descansar".

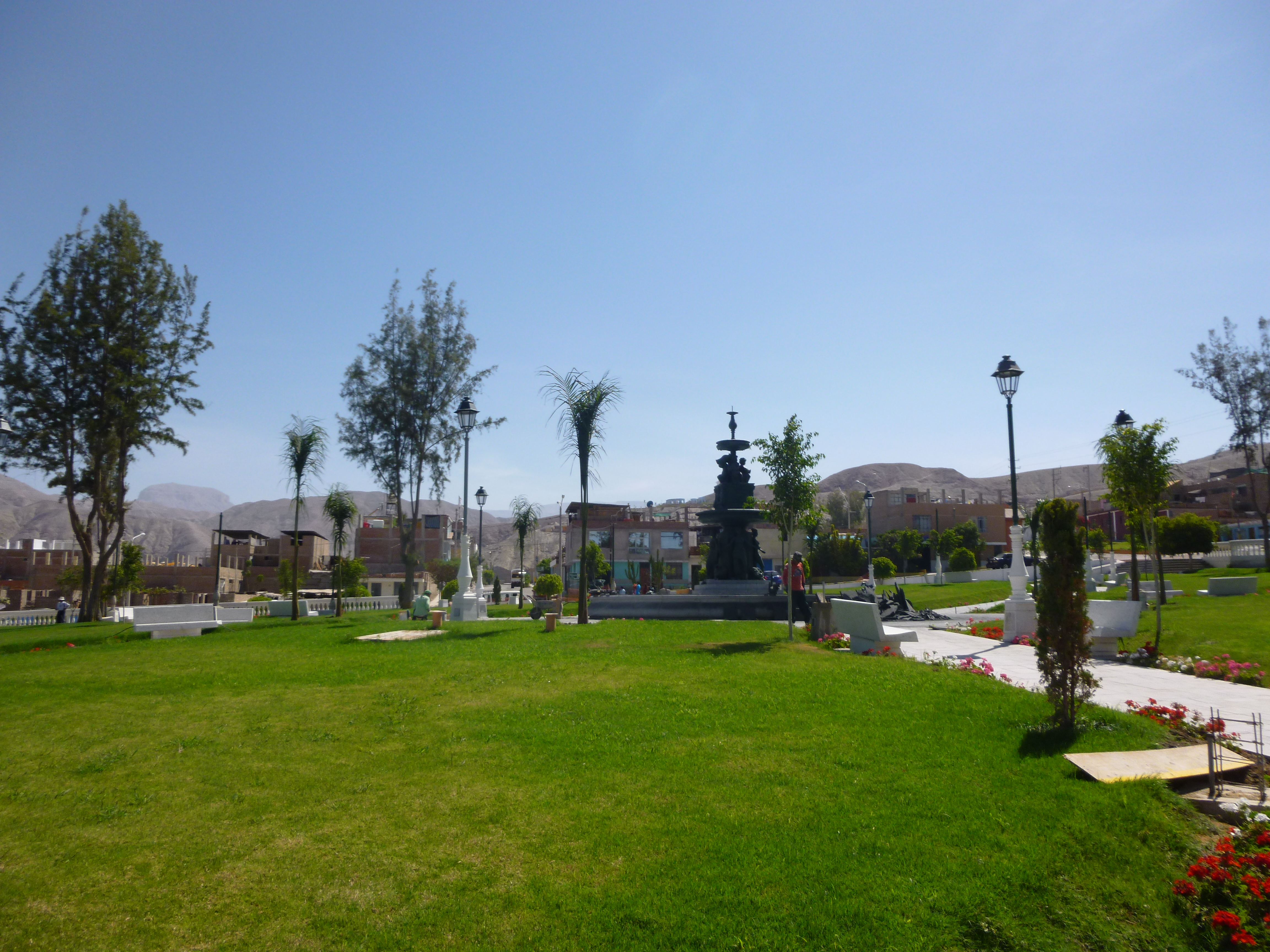
Plaza de Samegua.

## Demografía
La población estimada en el año 2000 fue de 7 953 habitantes.
La población total del distrito es de 6,553 habitantes,
Por grupos quinquenales de edad. 
Rango de 0 a 4 años = 480 habitantes
Rango de 5 a 9 años 487 habitantes 
Rango de 10 a 14 años, 511 habitantes
Rango de 15 a 19 años 613 habitantes, 
Rango de 20 a 24 años 683 habitantes.
Rango de 25 a 29 años 569 habitantes.
Rango de 30 a 34 años 546 habitantes.
Rango de 35 a 39 años 480 habitantes.
Rango de 40 a 44 años 462 habitantes.
Rango de 45 a 49 años 425 habitantes.
Rango de 50 a 54 años 362 habitantes.
Rango de 55 a 59 años 282 habitantes.
Rango de 60 a 64 años 239 habitantes.
Rango de 65 a 69 años 152 habitantes.
Rango de 70 a 74 años 121 habitantes.
Rango de 80 a más años 67 habitantes

## Autoridades

### Municipales
Dentro de los alcaldes de Samegua tenemos:
- Javier Rojas Benavides (1975 - 1976) (Nombrado Alcalde Distrital en el Gobierno Militar)
- Hipólito Palao Castell  (1977 - 1980) (Nombrado Alcalde Distrital en el Gobierno Militar)
- Hipólito Palao Castell  (1981 - 1983) (Elegido por sufragio electoral)
- Miguel Ángel Zeballos Málaga (1984 - 1986)
- José Hernán Martín Flores Vera (1987 - 1989)
- Miguel Ángel Zeballos Málaga (1990 - 1992)
- Miguel Ángel Zeballos Málaga (1993 - 1995)
- José Hernán Martín Flores Vera (1996 - 1998)
- Miguel Ángel Zeballos Málaga (1999 - 2001)
- Luis Delfín Bermejo Peralta (2001) (Gobierno transitorio)
- Marcial Mandamiento (2002) (Gobierno transitorio)
- Tiler Manrique Prado (2003 - 2006)
- Renso Milthon Florencio Quiroz Vargas (2007 - 2010)
- Carmen Gloria Zeballos Eyzaguirre (2011 - 2012) (Revocada)
- Glenda Rocío Rivera Nina (2012 - 2013) (Gobierno transitorio)
- Renso Milthon Florencio Quiroz Vargas (2013 - 2014) (Gobierno transitorio)
- José Hernán Martín Flores Vera (2015 - 2018)
- Alonso Aragón Calcín (2019 - 2022)

- Gestión 2023 - 2026
  - Alcalde: Juan Antonio Eyzaguirre Barrios
  - Regidores:

  1. Dolly Dávila Gonzales
  2. David Gary Vilca del Carpio
  3. Anthony Martin Llaiqui Aquise
  4. Zulehyka Cristhine Rodríguez Sánchez
  5. Juana Raquel Monserrate Flores

### Religiosas
- Padre Efraín.

## Festividades
- Mayo: San Isidro labrador
- Noviembre: Día de Samegua
- Diciembre: Inmaculada Concepción